# Sistem de încălzire cu infraroșu

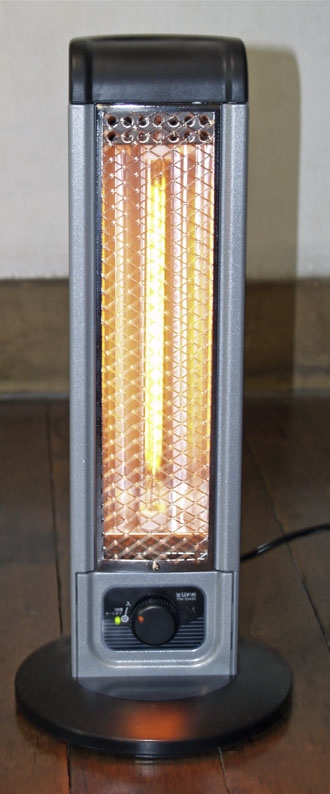
Un radiator cu infraroșu folosit în locuințe

Un sistem de încălzire cu infraroșu este un corp cu temperatură ridicată care transferă căldură către alt obiect cu o temperatură mai joasă prin radiație termică, prin intermediul radiației electromagnetice.
În funcție de temperatura corpului emițător, lungimea de undă a vârfului de radiație infraroșie poate fi între 780 nm și 1 mm.
Pentru transferul de energie nu este nevoie de contact între cele două corpuri.
Sistemele de încălzire cu infraroșu operează în vacuum precum și în atmosferă.

## Panourile radiante
Panourile radiante sunt o nouă modalitate de a încălzi o încăpere fără să mai fie necesară o centrală și fără să mai consume gaze naturale. Acestea funcționează pe curent electric, încălzind încăperiile, inclusiv pereții care păstrează căldura pentru un timp, după care o emană la rândul lor.
Panoul radiant cu infraroșu încălzește direcționat, încălzind cu precădere corpurile din cameră (nu aerul dintre ele, ci obiectele în sine), la fel cum se încing și corpurile expuse direct luminii solare.
Părțile componente, inclusiv suprafața activă a unui panou radiant nu ar trebuie să depășească temperatura de 80 de grade Celsius, numai în cazuri speciale - până la 120 de grade Celsius - pentru panourile montate la înălțime mare sau în locuri neaccesibile, având în vedere riscul atingerii lor de către persoane sau în încăperi cu risc ridicat de incendiu.